# 凯茜·普里斯特纳
凯茜·普里斯特纳（英語：Cathy Priestner，1956年5月27日—），加拿大女子速度滑冰运动员。她曾代表加拿大参加1972年和1976年冬季奥林匹克运动会速度滑冰比赛，其中1976年冬季奥运会获得一枚银牌。